# オアシスドリーム
オアシスドリーム（Oasis Dream, 2000年3月30日 - ）とは、イギリスで生産され、イギリスで調教を受けた競走馬、種牡馬である。2003年にジュライカップ、ナンソープステークスを制し、カルティエ賞最優秀スプリンターに選出された。半姉に2002年のプール・デッセ・デ・プーリッシュを制したゼンダがいる。

## 戦跡

### 2002年 (2歳)
8月にソールズベリー競馬場でデビュー。3戦目のメイドンで初勝利をあげると、続くミドルパークステークスを2歳レコードタイムで快勝。4戦2勝で2歳シーズンを終える。

### 2003年 (3歳)
3歳になるとスプリント路線を進み、キングズスタンドステークス3着の後、ジュライカップ、ナンソープステークスとG1を連勝。ナンソープステークスの勝ちタイムは、1990年の同レースでデイジュールが出したコースレコードに0.04秒差まで迫る、非常に優秀なものであった。続くスプリントカップでは2着。その後米国のブリーダーズカップ・マイルに挑むが10着と大敗、同レースを最後に引退した。

### 競走成績
| 年月日 | 年月日 | 年月日 | 競馬場 | 競走名            | 格 | 頭数 | 枠順 | 人気 | 着順 | 騎手           | 斤量  | 距離（馬場）  | タイム   | 着差  | 1着馬（2着馬）    |
| 2002.  | 8.     | 14     | Sal    | メイドンS         |    | 12   | 5    | 1人  | 5着  | R.ヒューズ     | 126lb | 芝6f（GF）    |          | 8 1/2 | Salsalino         |
|        | 8.     | 30     | San    | メイドンS         |    | 11   | 7    | 1人  | 2着  | J.フォーチュン | 126lb | 芝7f16y（GF） |          | 3 1/2 | Rimrod            |
|        | 9.     | 20     | Not    | メイドンS         |    | 5    | 1    | 1人  | 1着  | J.フォーチュン | 126lb | 芝6f15y（GF） | 1:13.30  | 4     | （But of Course） |
|        | 10.    | 03     | Nmk    | ミドルパークS     | G1 | 10   | 9    | 3人  | 1着  | J.フォーチュン | 123lb | 芝6f（GF）    | R1:09.61 | 1 1/2 | （Tomahawk）      |
| 2003.  | 6.     | 17     | Asc    | キングズスタンドS | G2 | 20   | 10   | 1人  | 3着  | R.ヒューズ     | 127lb | 芝5f（GF）    |          | 2 1/2 | Choisir           |
|        | 7.     | 10     | Nmk    | ジュライC         | G1 | 16   | 11   | 3人  | 1着  | R.ヒューズ     | 125lb | 芝6f（GF）    | 1:09.94  | 1 1/2 | （Choisir）       |
|        | 8.     | 21     | Yor    | ナンソープS       | G1 | 8    | 2    | 1人  | 1着  | R.ヒューズ     | 135lb | 芝5f3y（GF）  | R56.20   | 2 1/2 | （The Tatling）   |
|        | 9.     | 6      | Hay    | スプリントC       | G1 | 10   | 5    | 1人  | 2着  | R.ヒューズ     | 124lb | 芝6f（GS）    |          | 1 1/4 | Somnus            |
|        | 10.    | 25     | Sna    | BCマイル          | G1 | 13   | 10   | 5人  | 10着 | R.ヒューズ     | 122lb | 芝8f（Fm）    |          | 7 3/4 | Six Perfections   |

- 馬場状態： Fm=Firm, GF=Good to Firm, GS=Good to Soft
- タイム欄のRはレコード勝ちを示す。

## 種牡馬時代
現役引退後は、イギリスのバンステッドマナースタッドで種牡馬入りし、2007年に産駒がデビュー。2008年のジャン・リュック・ラガルデール賞でナークースが産駒初のG1勝利。2009年には、ナッソーステークス、ブリーダーズカップ・フィリー&メアターフを制したミッデイを筆頭に、産駒がG1を計4勝と活躍し、種牡馬としての評価を大きく高めている。

### 主な産駒
- 2005年産
  - アクラーム（Aqlaam） - ムーラン・ド・ロンシャン賞
  - レディジェーンディグビー（Lady Jane Digby） - バイエルンツフトレネン
  - プロヒビット（Prohibit） - キングズスタンドステークス
  - タスカンイヴニング（Tuscan Evening） - ゲイムリーステークス
- 2006年産
  - ミッデイ（Midday） - ナッソーステークス3回、BCフィリー&メアターフ、ヨークシャーオークス、ヴェルメイユ賞
  - ナークース（Naaqoos） - ジャン・リュック・ラガルデール賞
  - クエラリ（Querari） - 共和国大統領賞
- 2007年産
  - アルカノ（Arcano） - モルニ賞
- 2009年産
  - ゴールドリーム（Goldream） - キングズスタンドステークス、アベイ・ド・ロンシャン賞
  - ジュワラ（Jwala） - ナンソープステークス
  - オピニオン（Opinion） - メトロポリタンハンデキャップ
  - パワー（Power） - ナショナルステークス、アイリッシュ2000ギニー
  - ムアラブ（Muarrab） - ドバイゴールデンシャヒーン
- 2012年産
  - チャーミングソウト（Charming Thought） - ミドルパークステークス
  - ムハラー（Muhaarar） - コモンウェルスカップ、ジュライカップ、モーリス・ド・ゲスト賞、ブリティッシュ・チャンピオンズ・スプリントステークス
- 2016年産
  - プリティポリーアンナ（Pretty Pollyanna） - モルニ賞
- 2019年産
  - ネイティヴトレイル（Native Trail） - ヴィンセントオブライエンステークス、デューハーストステークス、アイリッシュ2000ギニー

### ブルードメアサイアーとしての主な産駒
- 2013年産
  - トワイライトペイメント（Twilight Payment）- メルボルンカップ
- 2015年産
  - スーネーション（Sioux Nation） - フェニックスステークス
- 2017年産
  - シスキン（Siskin） - フェニックスステークス、アイリッシュ2000ギニー
  - イレジン（Iresine） - ロワイヤルオーク賞、ガネー賞
  - クイックソーン（Quickthorn） - グッドウッドカップ
- 2019年産
  - ネーションズプライド（Nations Pride） - サラトガダービー、ダルマイヤー大賞、カナディアンインターナショナルステークス、アーリントンミリオンステークス
  - ホワイトビーム（Whitebeam） - ダイアナステークス2回
  - オーディエンス（Audience） - ロッキンジステークス
- 2020年産
  - プログラムトレーディング（Program Trading） - サラトガダービー、ハリウッドダービー、オールドフォレスター・ターフクラシックステークス
  - ケリーナ（Kelina） - フォレ賞
- 2021年産
  - ビッグイヴス（Big Evs） - ブリーダーズカップ・ジュヴェナイルターフスプリント
  - エルレ（Erle） - ディアナ賞
  - ラインバッカー（Linebacker） - ランドウィックギニーズ

## 血統表
| オアシスドリームの血統ダンジグ系／Northern Dancer 3×4=18.75% Never Bend 4×4=12.5% | オアシスドリームの血統ダンジグ系／Northern Dancer 3×4=18.75% Never Bend 4×4=12.5% | オアシスドリームの血統ダンジグ系／Northern Dancer 3×4=18.75% Never Bend 4×4=12.5% | （血統表の出典）   | （血統表の出典） |
| 父 Green Desert 1983 鹿毛                                                         | 父の父Danzig 1977 鹿毛                                                            | Northern Dancer                                                                   | Nearctic           | Nearctic         |
| 父 Green Desert 1983 鹿毛                                                         | 父の父Danzig 1977 鹿毛                                                            | Northern Dancer                                                                   | Natalma            |                  |
| 父 Green Desert 1983 鹿毛                                                         | 父の父Danzig 1977 鹿毛                                                            | Pas de Nom                                                                        | Admiral's Voyage   | Admiral's Voyage |
| 父 Green Desert 1983 鹿毛                                                         | 父の父Danzig 1977 鹿毛                                                            | Pas de Nom                                                                        | Petitioner         |                  |
| 父 Green Desert 1983 鹿毛                                                         | 父の母Foreign Courier 1979 鹿毛                                                   | Sir Ivor                                                                          | Sir Gaylord        | Sir Gaylord      |
| 父 Green Desert 1983 鹿毛                                                         | 父の母Foreign Courier 1979 鹿毛                                                   | Sir Ivor                                                                          | Attica             |                  |
| 父 Green Desert 1983 鹿毛                                                         | 父の母Foreign Courier 1979 鹿毛                                                   | Courtly Dee                                                                       | Never Bend         | Never Bend       |
| 父 Green Desert 1983 鹿毛                                                         | 父の母Foreign Courier 1979 鹿毛                                                   | Courtly Dee                                                                       | Tulle              |                  |
| 母 Hope 1991 鹿毛                                                                 | 母の父*ダンシングブレーヴ Dancing Brave 1983 鹿毛                                 | Lyphard                                                                           | Northern Dancer    | Northern Dancer  |
| 母 Hope 1991 鹿毛                                                                 | 母の父*ダンシングブレーヴ Dancing Brave 1983 鹿毛                                 | Lyphard                                                                           | Goofed             |                  |
| 母 Hope 1991 鹿毛                                                                 | 母の父*ダンシングブレーヴ Dancing Brave 1983 鹿毛                                 | Navajo Princess                                                                   | Drone              | Drone            |
| 母 Hope 1991 鹿毛                                                                 | 母の父*ダンシングブレーヴ Dancing Brave 1983 鹿毛                                 | Navajo Princess                                                                   | Olmec              |                  |
| 母 Hope 1991 鹿毛                                                                 | 母の母Bahamian 1985 栗毛                                                          | Mill Reef                                                                         | Never Bend         | Never Bend       |
| 母 Hope 1991 鹿毛                                                                 | 母の母Bahamian 1985 栗毛                                                          | Mill Reef                                                                         | Milan Mill         |                  |
| 母 Hope 1991 鹿毛                                                                 | 母の母Bahamian 1985 栗毛                                                          | Sorbus                                                                            | Busted             | Busted           |
| 母 Hope 1991 鹿毛                                                                 | 母の母Bahamian 1985 栗毛                                                          | Sorbus                                                                            | Censorship F-No.19 |                  |